# Фрак для шалопая
«Фрак для шалопая» — советский фильм 1979 года режиссёра Эльдора Уразбаева.

## Сюжет
Случайная встреча сводит двух разных людей — 12-летнего школьника Женьку Грачёва и непутёвого 30-летнего автослесаря Жору Мякишева.
Женька Грачев бежит из пионерлагеря, чтобы встретиться со своим братом, служащим в армии, и которого должны перевести в другое место службы.
Жора Мякишев — мягкий и нерешительный автослесарь. Чтобы принять участие в конкурсе бальных танцев и завоевать сердце девушки ему нужен фрак. Он договаривается с киношниками, которым для съёмок нужно устроить «дождь», что он подгонит с автобазы поливальную машину, в обмен на фрак.
Встреча с милицией не нужна ни первому, ни второму, и когда на дороге их задерживают, они выгораживают друг друга. 
Теперь Жора по поручению милиционеров должен доставить пионера в пионерлагерь. Но Женьке нужно повидать брата, а Жоре нужен фрак. Эта парочка не отступит от своих целей. В ходе приключений они узнав друг друга поближе становятся хорошими друзьями. Учатся друг у друга и приобретают недостающие им качества — Женька становится более тактичным, а Жора — более уверенным и решительным.

## В ролях
- Михаил Егоров — Женя Грачёв
- Виктор Ильичёв — Георгий Иванович Мякишев, водитель автокрана, автослесарь из «Спецмонтажа»
- Леонид Куравлёв — капитан милиции Деев
- Александр Лебедев — старшина милиции
- Артём Карапетян — Василий Петрович Громобоев, заведующий кафе
- Татьяна Ташкова — Света
- Антонина Богданова — Марья Михайловна, бабушка Светы
- Серёжа Смирнов — Вовик, мальчик в электричке
- Елизавета Никищихина — мама Вовика в электричке
- Евгений Гуров — дедуля с яблоками в электричке
- Наталья Казначеева — Марья Михайловна Холодкова, пионервожатая
- Николай Парфёнов — охранник в ателье мод
- Владимир Тихонов — Кондаков, приятель Светланы
- Николай Погодин — шофёр грузовика
- Елена Гришина — Лена, партнёрша Мякишева на танцевальном конкурсе